# Redlynch, Somerset
Redlynch är en ort i Storbritannien.  Den ligger i grevskapet Somerset och riksdelen England, i den södra delen av landet, 170 km väster om huvudstaden London. Redlynch ligger 150 meter över havet och antalet invånare är 2 674.
Terrängen runt Redlynch är platt. Runt Redlynch är det ganska tätbefolkat, med 155 invånare per kvadratkilometer. Närmaste större samhälle är Gillingham, 12,4 km sydost om Redlynch. Trakten runt Redlynch består i huvudsak av gräsmarker.
Kustklimat råder i trakten. Årsmedeltemperaturen i trakten är 8 °C. Den varmaste månaden är juli, då medeltemperaturen är 16 °C, och den kallaste är januari, med 0 °C.